# Walram III z Limburga
Walram III (ur. ok. 1175, zm. w czerwcu lub lipcu 1226) – książę Limburga i hrabia Arlon od 1220 r., hrabia Luksemburga od 1214 r.

## Życiorys
Był najstarszym synem Henryka III z Limburga. Początkowo żonaty z Kunegundą z Monschau (ze związku tego pochodził m.in. jego dziedzic w Limburgu Henryk IV, a także Walram, który zapoczątkował linię władców na Monschau). W 1214 r. w kilka miesięcy po śmierci Tybalda, hrabiego Baru ożenił się z wdową po nim, Ermezyndą, hrabiną Luksemburga.
Po śmierci Walrama osobiste rządy w Luksemburgu (a także przyłączonym do niego Arlon) przejęła wdowa Ermezynda, która panowała do 1247 r. Po jej śmierci hrabią Luksemburga został syn Ermezyndy i Walrama, Henryk V, który był założycielem potężnej dynastii luksemburskiej.